# Aleksander Terpiński
Aleksander Terpiński (ur. 15 listopada 1948) – polski polityk, samorządowiec i prawnik, adwokat, w 1998 wicewojewoda koniński.

## Życiorys
Syn Lubomira, zamieszkał w Koninie. Ukończył studia prawnicze, w 1976 uzyskał wpis na listę adwokatów w ORA w Poznaniu i rozpoczął prowadzenie kancelarii adwokackiej w Koninie. Działał w Unii Demokratycznej i Unii Wolności, do 1995 był przewodniczącym konińskich struktur tych partii. W 1993 wystartował do Senatu w województwie konińskim (zajął 6. miejsce na 9 kandydatów). W 1994 wybrano go do rady miejskiej Konina, następnie wszedł w skład zarządu miasta w ramach koalicji UW-SLD. Od lutego do 31 grudnia 1998 sprawował funkcję ostatniego w historii wicewojewody konińskiego. W 2014 bez powodzenia kandydował do rady miejskiej Konina z ramienia lokalnego komitetu.